# 팬택
팬택(Pantech)은 대한민국의 IT기업이다.
1997년부터 2017년까지 휴대전화 제조회사였으며, 국내에서는 베가(VEGA) 및 스카이(SKY), 큐리텔(Curitel) 라는 브랜드로, 해외에서는 '팬택(Pantech)'으로 휴대폰을 판매하였다.
1991년 설립되었으며, 초기에는 주로 무선호출기를 생산했다. 1997년 휴대전화 생산을 시작했으며, 증권거래소에도 상장되었다. 2005년에는 SK텔레텍을 계열사로 편입하고, 사명을 SKY텔레텍으로 변경시켰다. SK텔레텍은 그해 말에 팬택에 흡수통합되었다. 2009년 12월 31일자에는 팬택&큐리텔과도 합병하였다.
2009년 945만대의 휴대폰을 공급해 매출액 2조1320억원, 영업이익 1480억원을 달성했으며, 2010년도 매출은 2조775억원, 영업 이익은 839억원이었다. 2011년 4월 기준으로 대한민국 시장에서 휴대전화를 세 번째로 많이 판매한다.
2015년 10월 16일 쏠리드-옵티스에 인수되었다.
2017년 5월 11일 팬택은 휴대전화 사업 잠정 중단을 선언하고 iot분야에 집중하기로 발표하였다. 하지만 2017년 10월 11일 iot사업마저 우리넷에 매각되고 말았다.
2017년 10월 27일 쏠리드는 팬택을 케이앤에이홀딩스에 1000만원에 매각하였다. 그와 동시에 케이앤에이홀딩스는 팬택을 재정비하여 신규 사업을 모색하고 휴대폰 AS사업과 특허수익화 사업 등을 펼치겠다고 발표했다. 이후 팬텍으로 바뀌었다.

## 기업연혁

### 현대전자 통신사업부
- 1983년 2월 현대전자산업(주) 통신사업부문 출범
- 1995년 12월 CDMA단말기 개발완료
- 1996년 3월 ISO14001 인증획득
- 1996년 4월 셀룰러 단말기 생산(HHP-9300)
- 1997년 8월 디지털 단말기 생산(국내최초[한글]기능, HHP-301)
- 1997년 11월 PCS 단말기 걸리버 생산(Gulliver, HGP-1000 시리즈)
- 1998년 11월 폴더형 단말기 생산(HGP-7000 시리즈)
- 1999년 1월 WLL단말기(IS-95A)출시
- 2000년 10월 WLL단말기 CDG II 인증획득
- 2001년 1월 TL9000 품질경영시스템 인증 획득

### 팬택앤큐리텔 (현대큐리텔 후신)
- 2001년 4월 (주)현대큐리텔 회사설립
- 2001년 5월 하이닉스반도체로부터 영업양수도, 단말기 브랜드 NEOMI → "NEOME"로 변경
- 2001년 8월 CDMA 2000 1x 단말기 출시
- 2001년 12월 최대주주 변경(하이닉스 → KTB 네트워크 구조조정조합)
- 2001년 12월 동유럽 루마니아 CDMA450 단말기 국내 최초 수출
- 2002년 1월 "DC Prediction" MPEG-4 영상분야 표준 핵심 특허 등록
- 2002년 2월 미 AUDIOVOX사와 CDMA단말기 연간 5백만대 수출계약 체결
- 2002년 3월 (주)큐리텔로 사명변경
- 2002년 8월 (주)팬택앤큐리텔로 사명변경
- 2002년 10월 전국 A/S망 재구축(172개 A/S센타)
- 2002년 3월 무역의 날 "4억불 수출탑 및 동탑산업훈장" 수상
- 2002년 12월 위치추적 컬러폰 출시(DD-630)
- 2003년 3월 CDMA 2000 1x EV-DO방식 33만 화소 내장카메라폰 출시
- 2003년 3월 최대주주변경(KTB구조조정조합 → 박병엽)
- 2003년 9월 증권거래소 상장
- 2003년 10월 세계최초로 CMOS방식의 130만 화소 내장용 카메라폰 출시
- 2004년 2월 생산시설 김포로 이전
- 2004년 3월 서울 서초구 서초동으로 본사이전
- 2004년 8월 프로게임단 '큐리어스(Curriors)' 창단
- 2004년 11월 제41회 무역의 날 ‘9억불 수출의 탑’ 수상
- 2004년 12월 북미시장 연간 600만대 이상 휴대폰 공급달성
- 2004년 12월 최대주주변경(박병엽 → 팬택C&I)
- 2009년 12월 (주)팬택에 피합병

### 스카이텔레텍 (SK텔레텍 후신)
- 1995년 3월 29일 회사 설립
- 1997년 1월 3일 SK 계열로 편입 (당시 선경그룹)
- 1998년 12월 1일 통신기계기구와 동 부품의 제조, 판매영업 개시
- 2002년 12월 당시 SK텔레콤 61.7%, 일본 교세라 27.5% 지분 소유
- 2005년 5월 팬택, SK텔레텍 인수
- 2005년 7월 공정거래위원회, (주)팬택과 SK텔레텍 기업결합 승인
- 2005년 8월 에스케이텔레텍(주)의 사명을 (주)스카이텔레텍으로 변경
- 2005년 12월 (주)팬택에 피합병

### 팬택
- 1991년 3월 박병엽(朴炳燁), (주)팬택 창업
- 1991년 10월 유망중소통신기업 선정(체신부/한국통신/ETRI)
- 1992년 4월 무선호출기 내수 및 수출판매 개시
- 1992년 7월 이동통신단말기핵심부품 개발시범수행업체 선정(체신부/ETRI)
- 1994년 6월 유망선진기술기업 선정(상공자원부)
- 1995년 3월 (주)미리내 소프트웨어 출자(40%)
- 1995년 6월 (주)서두미디어 출자(40%), 한국종합기술금융 자본참여
- 1995년 7월 주식 장외시장(KOSDAQ)등록
- 1995년 8월 (주)팬택전자 영업포괄양수
- 1996년 9월 김포사옥 A동 완공
- 1996년 12월 (주)삼신통신 출자ㆍ인수
- 1997년 8월 상장(기업공개)
- 1997년 10월 김포사옥 B동 완공
- 1998년 2월 미국 컴퀘스트사와 기술제휴
- 1998년 5월 미 모토로라 사와 OEM계약 체결
- 1998년 7월 제3자배정 유상증자에 따른 MIDC 지분참여(20%)
- 1999년 5월 ISO 9001 획득 (한국능률협회)
- 2000년 5월 김포 신공장 완공
- 2001년 6월 미국 Motorola사와 ODM 계약 체결, GSM 이동전화 단말기 생산개시
- 2002년 4월 미국 Motorola사와 전략적 제휴 계약 (SAA)체결
- 2003년 3월 CDMA 2000 1x EV-DO 단말기 출시
- 2003년 7월 중국 Daxian사와 합자법인(대련대현팬택통신유한공사) 설립
- 2005년 4월 브라질법인(Pantech Brasil Comercializacao de Celulares Ltda) 설립
- 2005년 5월 유럽 현지법인(Pantech Europe Gmbh) 설립
- 2005년 12월 스카이텔레텍 흡수 합병
- 2006년 12월 기업개선작업추진을 채권금융기관에 신청
- 2007년 4월 채권은행자율협의회의 경영정상화방안 시행 (1차 워크아웃), 상암동 팬택계열 R&D센터 사옥이전
- 2007년 5월 기업개선작업 특별약정 체결
- 2009년 8월 팬택 퀄컴과 출자전환 계약 체결
- 2009년 12월 팬택앤큐리텔 흡수 합병
- 2010년 8월 스마트폰 '베가'(Vega) 출시, 사회 초년생을 위한 '골드루키'(Gold Rookie)폰 출시
- 2011년 12월 기업개선작업 종료
- 2012년 3월 국내 4G LTE폰 누적 판매량 100만대 달성
- 2013년 5월 삼성전자(주)와 유상증자 계약 체결 (주요주주 등재)
- 2013년 9월 24일 박병엽, 대표이사 및 등기이사 사임 (이준우 단독 대표이사 체제)
- 2014년 2월 기업개선작업(워크아웃) 채권은행에 신청
- 2014년 3월 기업개선작업 개시 (2차 워크아웃)
- 2014년 6월 팬택 채권단 이통사 출자전환 추진
- 2014년 7월 이통3사 팬택에 채무상환 2년 유예 결정, 채권단 팬택 워크아웃 재개 결정
- 2014년 8월 회생절차 개시 결정 (법정관리)
- 2015년 5월 26일 회생절차 폐지
- 2015년 쏠리드-옵티스 컨소시엄 팬택 인수준비 중
- 2015년 10월 16일 쏠리드-옵티스 컨소시엄 팬택 인수
- 2015년 10월 23일 전체직원 900명중 400명을 정리해고하였고, 절반인 500명은 고용승계하였다.
- 2016년 1월 24일 뉴 팬택은 새로운 스마트폰을 올여름에 출시한다고 한다.
- 2016년 6월 22일 팬택최초의 내장형배터리제품인 IM-100이 출시되었다.
- 2017년 5월 11일 휴대전화 사업을 중단하였다.
- 2017년 10월 11일 iot사업부를 우리넷에 매각하였다.
- 2017년 10월 27일 팬택이 케이앤에이홀딩스로 매각되었다.
- 2019년 1월 14일 팬택은 중고폰 유통업체인 착한텔레콤과 계약하여 상반기도중 코드리스이어폰, 스마트폰, 피쳐폰을 각각 1종씩 출시하겠다고 밝혔다.
- 2019년 1월 21일 팬택의 코드리스이어폰인 스카이 핏 프로의 사전예약이 시작됐다.
- 2019년 1월 28일 스카이 핏 프로가 정식 출시되었다.
- 2019년 8월 스카이 폴더가 출시되었다.
- 2019년 11월 22일 팬택 재설립

## 워크아웃
팬택은 SK텔레텍 인수로 자금난에 빠져 2006년 12월 1차 워크아웃에 들어가게 된다. 이 워크아웃에 들어가면서 팬택은 전체인력의 35%를, 임원의 60%를 감원하며 구조조정을 단행하게 된다. 수출국을 50개국에서 2개국으로 줄여 선택과 집중을 꾀하고 있으며, 연구개발에 1조 5백억원을 썼다. 이러한 해결방안들이 빠르게 모여 실행된 덕분에, 팬택은 2007년 3분기부터 2011년 16분기 연속으로 영업 이익을 내고 있으며, 2008년도에는 전체 매출액 2조 2천억원에 영업이익 2천 2백억원을 달성한 것으로 예상되고 있다. 2011년 12월, 팬택은 5년만에 워크아웃을 졸업했다.
그러나 글로벌 스마트폰 시장이 삼성, 애플 등의 과점체제로 굳어진 스마트폰 시장하에서 어려움을 겪었고, 또한 금융권에서 1천446억원가량의 신규자금 지원이 이뤄졌지만 브랜드 열세와 규제강화에 따른 매출 감소를 극복하기에는 역부족이었다. 결국 2014년 3월, 2차 워크아웃을 신청한다. 그러나 국내 이동통신사들의 팬택 기기 추가 구입 거부와 채권단의 조건 미달성으로 인해 결국 그해 8월 법정관리(기업회생절차)에 돌입하게 되었다. 팬택은 법정관리가 진행 중이다 하더라도 더 높은 품질의 서비스를 약속하며 신사업을 추진한다고 밝혔다.
2014년 11월 팬택에 대한 매각 입찰이 진행되었으나 팬택 인수 의향서 제출 마감 시한인 21일 오후 3시까지 관련 서류를 제출한 곳이 없었다. 추가 입찰을 진행해 다시 한 번 인수 의향서를 법원에 제출 할 수도 있다. 이전에 인수 의사를 밝혔던 기업을 찾아가 개별 협상을 벌여 수의계약으로 팬택을 팔 수도 있다. 마지막으로는 팬택의 자산을 분할해 파는 청산 작업에 들어갈 수도 있다.

2015년 6월 16일, 옵티스 컨소시엄과 M&A 계약을 체결하였으나, 팬택의 부채가 1조원에 달해 안정적으로 계약을 이어갈 수 있을지는 미지수이다. 2015년 7월 16일, 옵티스 컨소시엄과 M&A 계약이 완료될 예정이다. 하지만 최대 주주인 스카이레이크 인베스트먼트에서 이에 반대하며, 옵티스에 투자한 모든 자산을 회수하겠다고 밝혔다. 옵티스는 다른 투자자를 찾고 있지만, 앞으로 기업을 유지할 수 있을지 미지수다.
2015년 7월 17일 팬택의 김포 공장과 전국 애프터서비스(AS) 센터를 제외한 특허, 기술 인력을 400억원에 쏠리드-옵티스 컨소시엄으로의 인수 계약이 체결되었다. 케이앤에이홀딩스는 팬택을 재정비하여 신규 사업을 모색하고 휴대폰 AS사업과 특허수익화 사업 등을 펼치겠다고 하지만, 결국 우리가 아는 휴대전화 제조사로서의 팬택은 사라졌다고 봐도 무방하다. 2019년 1월 14일 팬택과 착한텔레콤간의 계약사실이 알려져 휴대전화 제조사로서의 팬택이 부활을 알렸다.

## 기업회생절차 폐지
2014년 8월 기업회생절차 (법정관리) 신청 이후, 10달만인 2015년 5월 26일, 적합한 인수대상자를 찾지 못한 팬택이 스스로 서울중앙지방법원에 기업회생절차 폐지를 선언했다.
아래는 팬택 법률상 관리인 "이준우" 대표가 발표한 공식 사과문이다.

### 기업회생절차 폐지 신청에 따른 사죄의 말씀
주식회사 팬택은 2014년 8월 19일 기업회생절차를 개시한 이후, 조속한 경영정상화를 위해 모든 구성원이 분골쇄신의 자세로 최선의 노력을 경주하였습니다.
어려운 경영상황을 타개하고자 월급을 자진 반납하고 휴직을 실시하는 등 비용 절감을 위해 최선을 다했으며, M&A를 통한 경영정상화를 목표로 최소한의 기업활동을 유지하기 위한 노력을 기울였습니다. 특히, 금번 위기를 타개해 생존할 수 있다면 수만 명의 직간접 고용 효과, 국내 이동통신 시장의 경쟁력 강화뿐 아니라 국가 미래 성장산업 발전과 창조경제에 기여하겠다는 스스로의 믿음과 각오로 마지막 순간까지 희망을 포기하지 않았습니다.
그러나, 지난 10개월간 노력에도 불구하고 현재까지 팬택의 기업 가치를 제대로 평가해 주는 적합한 인수대상자를 찾지 못하였습니다. 이에 팬택은 더 이상 기업으로서 그 책임과 역할을 다하지 못하게 되어 기업회생절차 폐지 신청을 하게 되었습니다. 이에 주주, 채권단 및 협력업체를 포함한 이해 관계자 여러분들께 머리를 조아려 사죄의 말씀을 올립니다.
특히, 그 동안 팬택 제품을 사랑해 주시고 성원을 보내주신 고객 여러분들께 감사 드리며 석고대죄하는 심정으로 용서를 구합니다. 향후의 일정을 가늠하기 어려운 상황에도 불구하고 저희 제품을 사용하시는 고객분들의 불편함을 최소화하기 위해 마지막 순간까지 노력을 다하겠습니다.
다시 한번, 팬택을 사랑해주신 모든 분들께 진심으로 감사 드립니다.
감사합니다.
2015. 05. 26

 — ㈜팬택 법률상 관리인 대표이사 이준우

## 같이 보기
- 팬택씨앤아이
- 스카이